# حثل عظمي ضخامي
الحثل العظمي الضخامي مرض عظمي غالبًا ما يصيب الكلاب الكبيرة والعملاقة سريعة النمو؛ ومع ذلك، يؤثر أيضًا على السلالات المتوسطة مثل الراعي الأسترالي. يُشار إلى هذا الاضطراب أحيانًا باسم اعتلال العظام الكردوسي، وعادةً ما يظهر لأول مرة بين عمر 2 و7 أشهر. يتميز الحثل العظمي الضخامي بانخفاض تدفق الدم إلى الكردوس (الجزء من العظم المجاور للمفصل) ما يؤدي إلى فشل التعظم (تكوين العظام) ونخر والتهاب العظم الإسفنجي. عادةً ما يكون المرض ثنائي الجانب في عظام الأطراف، وخاصةً الكعبرة والزند وقصبة الساق القاصية.
تُذكر سلالات ويمارانير (كلب الصيد الألماني) والساطر الأيرلندي والبكسر والكلب الراعي الألماني والكلب الدانماركي الضخم بشكل كبير في تقارير حالات الحثل العظمي الضخامي في الأدبيات البيطرية، ولكن شدة الأعراض والمسببات المحتملة قد تختلف عبر السلالات. مثلًا، وُثق التكدس العائلي للمرض في سلالة ويمارانير، ولكن، ليس في السلالات الأخرى. قد يكون المرض في سلالتي ويمارانير والساطر الأيرلندي شديدًا بشكل خاص، مع ملاحظة معدل وفيات كبير لدى الكلاب غير المعالجة. يتراوح العمر الكلاسيكي لبداية الأعراض عادةً من 8 حتى 16 أسبوعًا، ويتأثر الذكور والإناث بنفس النسبة.

## الأسباب المتوقعة للحثل العظمي الضخامي
يُعتقد أن الأسباب تشمل انخفاض امتصاص فيتامين سي، وزيادة امتصاص الفيتامينات (بخلاف سي) والمعادن، والعدوى بفيروس مرض كف القدم الخشبية. رُفض اعتبار انخفاض امتصاص فيتامين سي ضمن الأسباب، ولكن الفرط في إعطاء مكملات الكالسيوم ما يزال ضمن الاحتمالات. لا يوجد دليل على أن فرط التغذية هو سبب هام. في سلالة ويمارانير، كان التطعيم بلقاح حي معدل سببًا مشتبهًا به، ويرجع ذلك جزئيًا إلى أن الحثل العظمي الضخامي غالبًا ما يظهر مباشرةً بعد التطعيم، وجزئيًا بسبب العنصر المناعي الذاتي للاضطراب. كان لقاح مرض كف القدم الخشبية عاملًا سببيًا مشتبهًا به بسبب العدد الكبير من الأعراض المتداخلة التي لوحظت بين الجراء المصابة بداء الحثل العظمي الضخامي والكلاب التي تعاني من مرض كف القدم الخشبية، ولكن حتى الآن، لم يُثبت وجود أي صلة محددة. ما يزال سبب الحثل العظمي الضخامي الكلبي مجهولًا إلى حد كبير. مع ذلك، بسبب التكدس العائلي، يُشتبه في أن الحثل العظمي الضخامي في سلالة ويمارانير له أصل وراثي كامل أو جزئي.

## العلاج
كانت خيارات العلاج مثيرة للجدل. غالبًا ما يُعالج المرض الخفيف بنجاح باستخدام مسكنات الألم (مضادات الالتهاب اللاستيرويدية عادةً) والرعاية الداعمة. تتطلب الكلاب التي تعاني من أعراض جهازية شديدة ولا تستجيب للعلاج بمضادات الالتهاب اللاستيروئيدية علاجًا أكثر كثافة. تدعو النوادي الراعية لنادي تربية الكلاب الأمريكية الخاصة بسلالات ويمارانير والساطر الأيرلندي إلى استخدام جرعات مثبطة للمناعة من الكورتيكوستيرويدات، مكملة بالمضادات الحيوية ومضادات الحموضة (للتعويض عن انخفاض سماكة بطانة الغشاء المخاطي للمعدة نتيجة الكورتيكوستيرويدات ولتقليل احتمالية حدوث قرحة معدية). غالبًا ما تتطلب الحالات الأكثر خطورة التي لم تُكشف وتُعالج مبكرًا إعطاء سوائل وريدية وكهارل ودعم غذائي ورعاية تمريضية مكثفة لتحقيق نتائج ناجحة. دعمت النوادي الراعية لنادي تربية الكلاب الأمريكية البحث في الأسباب الوراثية للحثل العظمي الضخامي، وأبلغت عن نجاح جيد إلى حد ما باستخدام هذا البروتوكول، ما أنقذ العديد من الجراء من المعاناة غير الضرورية والتشوه والموت.
ملاحظة: يمنع تناول مكملات فيتامين سي بسبب زيادة مستويات الكالسيوم في الدم، ما قد يؤدي إلى تفاقم المرض.